# Adäquationsproblem
Als Adäquationsproblem wird in der Statistik die Schwierigkeit bezeichnet, theoretische Konzepte und Konstrukte einer Substanzwissenschaft mit statistischen Begriffen und messbaren Variablen in Übereinstimmung zu bringen. Ein Teilaspekt ist die Auswahl desjenigen Datenmaterials für eine statistische Untersuchung, das den interessierenden Weltausschnitt oder Realitätsbereich in ausreichendem Maß repräsentiert. Ein anderer Teilaspekt ist das Messproblem.
Diese Beschränkung auf das Wesentliche ist Problem jeder Modellbildung, da ein Modell definitionsgemäß ein vereinfachtes, also im Detail oder Datenumfang reduziertes Abbild der Wirklichkeit darstellt.
Besteht eine weitgehende sachliche Übereinstimmung zwischen einem substanzwissenschaftlichen Sachverhalt und einer aus den Daten der Statistik konstruierten statistischen Maßzahl, so spricht man auch von der Adäquatheit dieser Maßzahl für den zu beschreibenden Sachverhalt. Vor dem Hintergrund beschränkter Erhebungsmöglichkeiten stellt die Konstruktion geeigneter, adäquater Maßzahlen eines der Hauptprobleme in der Amtlichen Statistik dar.
In der empirischen Makroökonomie entsteht ein spezielles statistisches Adäquationsproblem dadurch, dass die inhaltliche Bedeutung der makroökonomischen Variablen sich im Zeitlauf der Forschung ändert, während die durch die amtliche Statistik erfassten Konstrukte stabil bleiben.
Der Begriff der statistischen Adäquation ist aus der so genannten Frankfurter Schule der Statistik hervorgegangen, wird aber inzwischen auch ohne Bezug auf Positionen, die mit der Frankfurter Schule der Statistik verbunden sind, verwendet.
Teilaspekte der statistischen Adäquation werden durch den Begriff der Validität erfasst. Es besteht ein enger Zusammenhang zum Begriff der Operationalisierung, womit fachsprachlich, besonders in der Soziologie, die „Konkretisierung theoretischer Begriffe und Hypothesen durch Angabe beobachtbarer und messbarer Ereignisse“ verstanden wird.